# Biryani

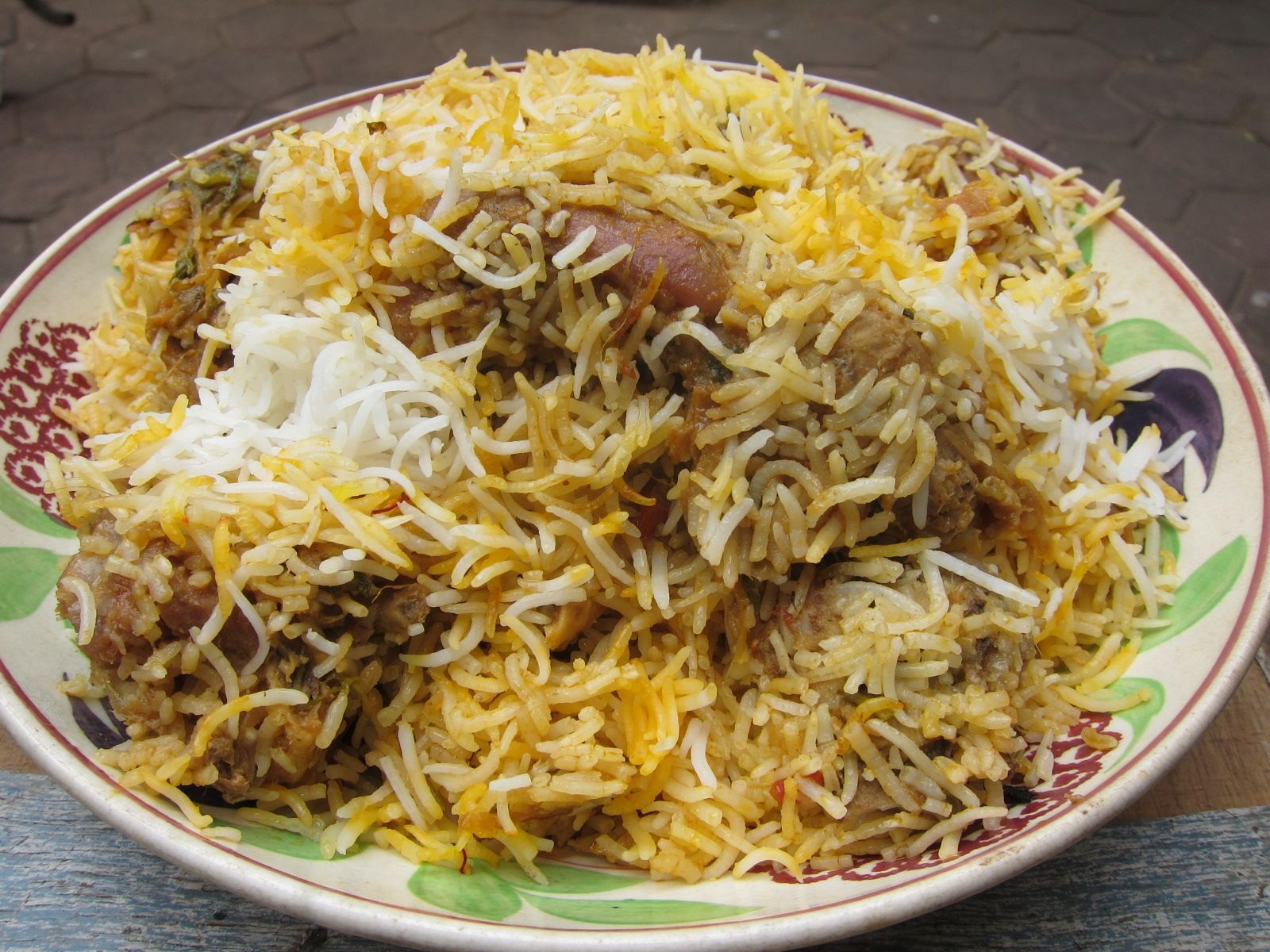
Biryani

Biryani, briyani ou biriyani é uma espécie de pilaf (prato de arroz) típico da Índia e do Paquistão e, neste último caso, é principalmente preparado para o Ramadã ou outras celebrações.
Fritar batatas em ghi ou óleo vegetal, escorrê-las e reservar; na mesma panela, fritar cebola, alho e gengibre esmagados até a cebola ficar dourada; juntar malagueta, pimenta-do-reino, açafrão-da-terra, cominho em pó, sal e tomate; deixar cozinhar e acrescentar iogurte, hortelã, cardamomo e canela em pau. Juntar a carne (frango, carneiro, camarão ou outra). Numa frigideira, fritar mais cebola, açafrão, cardamomo, cravinho, canela e gengibre e juntar o arroz. Quando o arroz já tiver absorvido a gordura e os temperos, juntar água ou caldo de carne ou de galinha e juntar a mistura de carne e de batata. Deixar ferver até o arroz estar cozido.
O arroz usado para este prato é de preferência o arroz basmati. Numa receita indiana, os condimentos são fritos em óleo ou ghee, antes de juntar cebola e a carne; opcionalmente pode acrescentar-se masala, tomate e uma pasta feita com gengibre, alho e amêndoa, que é igualmente frita antes de lhe juntar a carne; junta-se o iogurte, sumo de lima, caldo e sal, se necessário, e os temperos verdes (coentro e hortelã). O arroz é cozido separadamente, e água e sal, mas sem deixar absorver toda a água; escorre-se e, se for do gosto da casa, divide-se em porções, mistura-se com corantes alimentares e depois juntam-se as porções de diferentes cores. Numa panela untada que vede bem, colocam-se camadas alternadas de arroz e carne, terminando com uma camada de arroz que se cobre com cebola previamente caramelizada (frita até ficar quase seca); põe-se a panela no forno para acabar de cozer o arroz e a carne.
Muitas vezes, o iogurte não é cozinhado no biryani, mas servido à parte, por vezes misturado com temperos e outros ingredientes. Uma preparação deste tipo, chamada “chatpata channa raita”, é composta por iogurte, grão-de-bico cozido, malagueta verde finamente picada, masala, açúcar, cominho assado e moído, piri-piri e sal.